# Brechmorhoga valida
Brechmorhoga valida är en trollsländeart som först beskrevs av Luisa Eugenia Navas 1916.  Brechmorhoga valida ingår i släktet Brechmorhoga och familjen segeltrollsländor. Inga underarter finns listade i Catalogue of Life.